# Copa Heineken 2012-13
La temporada 2012-2013 de la Heineken Cup fue la 18.ª edición de la máxima competición continental del rugby europeo. El número de equipos participantes fue de 24, igual que en las temporadas anteriores, divididos en 6 grupos de 4, para afrontar la primera fase de la competición. Tras las 6 jornadas correspondientes a esta primera fase, se desarrollaron los cuartos de final y semifinales, a un solo partido, y la final. La primera jornada se disputó entre los días 12, 13 y 14 de octubre de 2012, y la gran final tuvo lugar el 18 de mayo de 2013, en el Aviva Stadium de Dublín.
El equipo defensor del título era Leinster Rugby de Dublín, que en la temporada 2011-12 había conseguido por 3ª ocasión proclamarse campeón, venciendo en la final a Ulster Rugby.
Este año Francia proporcionó 7 equipos al torneo, Inglaterra 6, Gales 3, Irlanda 4, Escocia 2 e Italia 2.

Países con equipos en la Heineken Cup.

## Calendario
| Jornadas    | Fechas                        |
| 1ª          | 12-13-14 de octubre de 2012   |
| 2ª          | 19-20-21 de octubre de 2012   |
| 3ª          | 7-8-9 de diciembre de 2012    |
| 4ª          | 14-15-16 de diciembre de 2012 |
| 5ª          | 11-12-13 de enero de 2013     |
| 6ª          | 18-19-20 de enero de 2013     |
| Cuartos     | 6-7 de abril de 2013          |
| Semifinales | 27-28 de abril de 2013        |
| Final       | 18 de mayo de 2013            |

## Equipos
Esta temporada Francia tuvo 7 representantes en el torneo ya que el año anterior había sido campeón de la European Challenge Cup un equipo de este país, el Biarritz Olympique. Por otro lado, Irlanda tuvo 4 representantes, ya que el año anterior el campeón de este torneo había sido Leinster Rugby. El resto de los países tuvieron el número de representantes previsto en la organización de la European Rugby Cup. 
| Inglaterra (6)     | Francia (7)           | Gales (3)         | Irlanda (4)    | Escocia (2)      | Italia (2)       |
| Harlequins FC      | Stade Toulousain      | Ospreys           | Leinster Rugby | Edinburgh Rugby  | Benetton Treviso |
| Leicester Tigers   | RC Toulon             | Llanelli Scarlets | Munster Rugby  | Glasgow Warriors | Zebre Rugby      |
| Saracens FC        | ASM Clermont Auvergne | Cardiff Blues     | Ulster Rugby   |                  |                  |
| Northampton Saints | Castres Olympique     |                   | Connacht Rugby |                  |                  |
| Exeter Chiefs      | Biarritz Olympique    |                   |                |                  |                  |
| Sale Sharks        | Montpellier Hérault   |                   |                |                  |                  |
|                    | Racing Metro 92       |                   |                |                  |                  |

## Fase de grupos
La fase de grupos comenzó el 12 de octubre de 2012 y terminó el 20 de enero de 2013. Los 24 equipos quedaron divididos de 4 en 4 en 6 grupos. Cada equipo tuvo que disputar 6 partidos, 3 como local y otros 3 como visitante. De los 24 equipos solo 8 pasaron a la fase de cuartos de final. Estos 8 equipos fueron los 6 campeones de grupo y los restantes 2 equipos con mayor puntuación.
El desarrollo de la fase de grupos transcurrió de la siguiente manera:
| Puesto | Equipo          | Puntos | Jug | Gan | Emp | Per | BO | BD |
| ------ | --------------- | ------ | --- | --- | --- | --- | -- | -- |
| 1      | Saracens FC     | 23     | 6   | 5   | 0   | 1   | 2  | 1  |
| 2      | Munster Rugby   | 20     | 6   | 4   | 0   | 2   | 2  | 2  |
| 3      | Racing Metro 92 | 12     | 6   | 3   | 0   | 3   | 0  | 0  |
| 4      | Edinburgh Rugby | 0      | 6   | 0   | 0   | 6   | 0  | 0  |

| 13/10/2012 | París     | Racing Metro 92 | 22-17 | Munster Rugby   |
| 13/10/2012 | Edimburgo | Edinburgh Rugby | 0-45  | Saracens FC     |
| 20/10/2012 | Bruselas  | Saracens FC     | 30-13 | Racing Metro 92 |
| 21/10/2012 | Limerick  | Munster Rugby   | 33-0  | Edinburgh Rugby |
| 8/12/2012  | Limerick  | Munster Rugby   | 15-9  | Saracens FC     |
| 8/12/2012  | París     | Racing Metro 92 | 19-9  | Edinburgh Rugby |
| 14/12/2012 | Edimburgo | Edinburgh Rugby | 3-15  | Racing Metro 92 |
| 16/12/2012 | Watford   | Saracens FC     | 19-13 | Munster Rugby   |
| 12/1/2013  | Nantes    | Racing Metro 92 | 28-37 | Saracens FC     |
| 13/1/2013  | Edimburgo | Edinburgh Rugby | 17-26 | Munster Rugby   |
| 20/1/2013  | Limerick  | Munster Rugby   | 29-6  | Racing Metro 92 |
| 20/1/2013  | Watford   | Saracens FC     | 40-7  | Edinburgh Rugby |

| Puesto | Equipo           | Puntos | Jug | Gan | Emp | Per | BO | BD |
| ------ | ---------------- | ------ | --- | --- | --- | --- | -- | -- |
| 1      | Leicester Tigers | 20     | 6   | 4   | 1   | 1   | 2  | 0  |
| 2      | Stade Toulousain | 19     | 6   | 4   | 0   | 2   | 2  | 1  |
| 3      | Ospreys          | 12     | 6   | 2   | 1   | 3   | 1  | 1  |
| 4      | Benetton Treviso | 5      | 6   | 1   | 0   | 5   | 0  | 1  |

| 12/10/2012 | Swansea   | Ospreys          | 38-17 | Benetton Treviso |
| 14/10/2012 | Toulouse  | Stade Toulousain | 23-9  | Leicester Tigers |
| 20/10/2012 | Treviso   | Benetton Treviso | 21-33 | Stade Toulousain |
| 21/10/2012 | Leicester | Leicester Tigers | 39-22 | Ospreys          |
| 8/12/2012  | Toulouse  | Stade Toulousain | 30-14 | Ospreys          |
| 9/12/2012  | Leicester | Leicester Tigers | 33-25 | Benetton Treviso |
| 15/12/2012 | Treviso   | Benetton Treviso | 13-14 | Leicester Tigers |
| 15/12/2012 | Swansea   | Ospreys          | 17-6  | Stade Toulousain |
| 13/1/2013  | Swansea   | Ospreys          | 15-15 | Leicester Tigers |
| 13/1/2013  | Toulouse  | Stade Toulousain | 35-14 | Benetton Treviso |
| 20/1/2013  | Leicester | Leicester Tigers | 9-5   | Stade Toulousain |
| 20/1/2013  | Treviso   | Benetton Treviso | 17-14 | Ospreys          |

| Puesto | Equipo             | Puntos | Jug | Gan | Emp | Per | BO | BD |
| ------ | ------------------ | ------ | --- | --- | --- | --- | -- | -- |
| 1      | Harlequins FC      | 28     | 6   | 6   | 0   | 0   | 4  | 0  |
| 2      | Biarritz Olympique | 15     | 6   | 3   | 0   | 3   | 2  | 1  |
| 3      | Connacht Rugby     | 12     | 6   | 3   | 0   | 3   | 0  | 0  |
| 4      | Zebre Rugby        | 1      | 6   | 0   | 0   | 6   | 0  | 1  |

| 13/10/2012 | Parma    | Zebre Rugby        | 10-19 | Connacht Rugby     |
| 13/10/2012 | Londres  | Harlequins FC      | 40-13 | Biarritz Olympique |
| 20/10/2012 | Biarritz | Biarritz Olympique | 38-17 | Zebre Rugby        |
| 20/10/2012 | Galway   | Connacht Rugby     | 22-30 | Harlequins FC      |
| 7/12/2012  | Galway   | Connacht Rugby     | 22-14 | Biarritz Olympique |
| 8/12/2012  | Parma    | Zebre Rugby        | 14-57 | Harlequins FC      |
| 14/12/2012 | Biarritz | Biarritz Olympique | 17-0  | Connacht Rugby     |
| 15/12/2012 | Londres  | Harlequins FC      | 53-5  | Zebre Rugby        |
| 12/1/2013  | Londres  | Harlequins FC      | 47-8  | Connacht Rugby     |
| 12/1/2013  | Parma    | Zebre Rugby        | 6-32  | Biarritz Olympique |
| 18/1/2013  | Galway   | Connacht Rugby     | 25-20 | Zebre Rugby        |
| 18/1/2013  | Biarritz | Biarritz Olympique | 9-16  | Harlequins FC      |

| Puesto | Equipo             | Puntos | Jug | Gan | Emp | Per | BO | BD |
| ------ | ------------------ | ------ | --- | --- | --- | --- | -- | -- |
| 1      | Ulster Rugby       | 23     | 6   | 5   | 0   | 1   | 2  | 1  |
| 2      | Northampton Saints | 15     | 6   | 3   | 0   | 3   | 1  | 2  |
| 3      | Castres Olympique  | 14     | 6   | 3   | 0   | 3   | 0  | 2  |
| 4      | Glasgow Warriors   | 3      | 6   | 1   | 0   | 5   | 0  | 2  |

| 12/10/2012 | Belfast     | Ulster Rugby       | 41-17 | Castres Olympique  |
| 14/10/2012 | Northampton | Northampton Saints | 24-15 | Glasgow Warriors   |
| 19/10/2012 | Toulouse    | Castres Olympique  | 21-16 | Northampton Saints |
| 19/10/2012 | Glasgow     | Glasgow Warriors   | 8-19  | Ulster Rugby       |
| 7/12/2012  | Glasgow     | Glasgow Warriors   | 6-9   | Castres Olympique  |
| 7/12/2012  | Northampton | Northampton Saints | 6-25  | Ulster Rugby       |
| 15/12/2012 | Belfast     | Ulster Rugby       | 9-10  | Northampton Saints |
| 16/12/2012 | Castres     | Castres Olympique  | 10-8  | Glasgow Warriors   |
| 11/1/2013  | Northampton | Northampton Saints | 18-12 | Castres Olympique  |
| 11/1/2013  | Belfast     | Ulster Rugby       | 23-6  | Glasgow Warriors   |
| 19/1/2013  | Glasgow     | Glasgow Warriors   | 27-20 | Northampton Saints |
| 19/1/2013  | Castres     | Castres Olympique  | 8-9   | Ulster Rugby       |

| Puesto | Equipo         | Puntos | Jug | Gan | Emp | Per | BO | BD |
| ------ | -------------- | ------ | --- | --- | --- | --- | -- | -- |
| 1      | ASM Clermont   | 28     | 6   | 6   | 0   | 0   | 4  | 0  |
| 2      | Leinster Rugby | 20     | 6   | 4   | 0   | 2   | 2  | 2  |
| 3      | Exeter Chiefs  | 9      | 6   | 2   | 0   | 4   | 0  | 1  |
| 4      | Scarlets       | 2      | 6   | 0   | 0   | 6   | 0  | 2  |

| 13/10/2012 | Clermont-Ferrand | ASM Clermont   | 49-16 | Scarlets       |
| 13/10/2012 | Dublín           | Leinster Rugby | 9-6   | Exeter Chiefs  |
| 20/10/2012 | Llanelli         | Scarlets       | 13-20 | Leinster Rugby |
| 20/10/2012 | Exeter           | Exeter Chiefs  | 12-46 | ASM Clermont   |
| 8/12/2012  | Llanelli         | Scarlets       | 16-22 | Exeter Chiefs  |
| 9/12/2012  | Clermont-Ferrand | ASM Clermont   | 15-12 | Leinster Rugby |
| 15/12/2012 | Exeter           | Exeter Chiefs  | 30-20 | Scarlets       |
| 15/12/2012 | Dublín           | Leinster Rugby | 21-28 | ASM Clermont   |
| 12/1/2013  | Dublín           | Leinster Rugby | 33-14 | Scarlets       |
| 12/1/2013  | Clermont-Ferrand | ASM Clermont   | 46-3  | Exeter Chiefs  |
| 19/1/2013  | Exeter           | Exeter Chiefs  | 20-29 | Leinster Rugby |
| 19/1/2013  | Llanelli         | Scarlets       | 0-29  | ASM Clermont   |

| Puesto | Equipo              | Puntos | Jug | Gan | Emp | Per | BO | BD |
| ------ | ------------------- | ------ | --- | --- | --- | --- | -- | -- |
| 1      | RC Toulon           | 23     | 6   | 5   | 0   | 1   | 3  | 0  |
| 2      | Montpellier Hérault | 22     | 6   | 5   | 0   | 1   | 2  | 0  |
| 3      | Cardiff Blues       | 6      | 6   | 1   | 0   | 5   | 1  | 1  |
| 4      | Sale Sharks         | 4      | 6   | 1   | 0   | 5   | 0  | 0  |

| 14/10/2012 | Salford     | Sale Sharks         | 34-33 | Cardiff Blues       |
| 14/10/2012 | Toulon      | RC Toulon           | 37-16 | Montpellier Hérault |
| 21/10/2012 | Cardiff     | Cardiff Blues       | 14-22 | RC Toulon           |
| 21/10/2012 | Montpellier | Montpellier Hérault | 33-18 | Sale Sharks         |
| 8/12/2012  | Salford     | Sale Sharks         | 6-17  | RC Toulon           |
| 9/12/2012  | Cardiff     | Cardiff Blues       | 24-35 | Montpellier Hérault |
| 15/12/2012 | Montpellier | Montpellier Hérault | 34-21 | Cardiff Blues       |
| 16/12/2012 | Toulon      | RC Toulon           | 62-0  | Sale Sharks         |
| 11/1/2013  | Salford     | Sale Sharks         | 6-27  | Montpellier Hérault |
| 12/1/2013  | Toulon      | RC Toulon           | 45-25 | Cardiff Blues       |
| 19/1/2013  | Cardiff     | Cardiff Blues       | 26-14 | Sale Sharks         |
| 19/1/2013  | Montpellier | Montpellier Hérault | 23-3  | RC Toulon           |

Tras la disputa de la fase de grupos, los 8 equipos que obtuvieron su pase para la siguiente ronda fueron Harlequins FC, Ulster Rugby, ASM Clermont, RC Toulon, Leicester Tigers y Saracens FC como primeros de grupo, y Munster Rugby y Montpellier Hérault como mejores segundos.

## Fase final

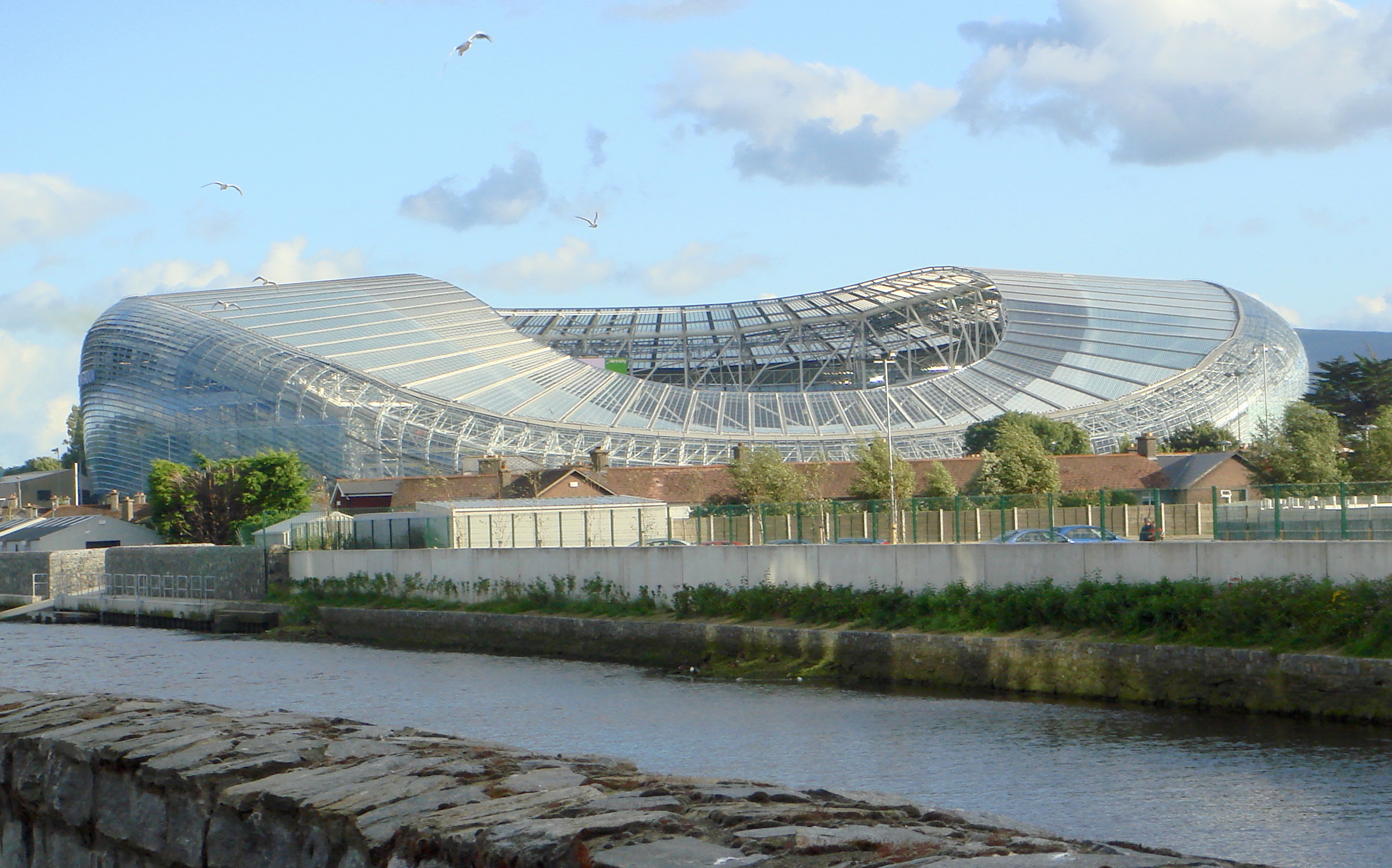
El Aviva Stadium de Dublín acogió la final de la Heineken Cup 2013 el día 18 de mayo.

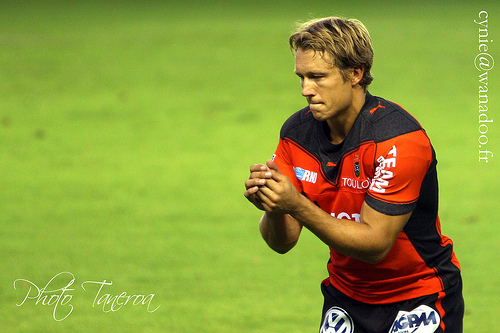
Jonny Wilkinson y el RC Toulon conquistaron su primera Heineken Cup. Tras la final ganado por el club francés, Wilkinson fue reconocido con el premio al mejor jugador de las competiciones europeas.

|  | Cuartos de final    | Cuartos de final |               |              | Semifinales | Semifinales |  |              | Final | Final |  |
|  |                     |                  |               |              |             |             |  |              |       |       |  |
|  |                     |                  |               |              |             |             |  |              |       |       |  |
|  | ASM Clermont        | 36               |               |              |             |             |  |              |       |       |  |
|  | ASM Clermont        | 36               |               |              |             |             |  |              |       |       |  |
|  | Montpellier Herault | 14               |               |              |             |             |  |              |       |       |  |
|  | Montpellier Herault | 14               |               | ASM Clermont | 16          |             |  |              |       |       |  |
|  |                     |                  |               | ASM Clermont | 16          |             |  |              |       |       |  |
|  |                     |                  | Munster Rugby | 10           |             |             |  |              |       |       |  |
|  | Harlequins FC       | 12               | Munster Rugby | 10           |             |             |  |              |       |       |  |
|  | Harlequins FC       | 12               |               |              |             |             |  |              |       |       |  |
|  | Munster Rugby       | 18               |               |              |             |             |  |              |       |       |  |
|  | Munster Rugby       | 18               |               |              |             |             |  | ASM Clermont | 15    |       |  |
|  |                     |                  |               |              |             |             |  | ASM Clermont | 15    |       |  |
|  |                     |                  | RC Toulon     | 16           |             |             |  |              |       |       |  |
|  | Saracens FC         | 27               | RC Toulon     | 16           |             |             |  |              |       |       |  |
|  | Saracens FC         | 27               |               |              |             |             |  |              |       |       |  |
|  | Ulster Rugby        | 16               |               |              |             |             |  |              |       |       |  |
|  | Ulster Rugby        | 16               |               | Saracens FC  | 12          |             |  |              |       |       |  |
|  |                     |                  |               | Saracens FC  | 12          |             |  |              |       |       |  |
|  |                     |                  | RC Toulon     | 24           |             |             |  |              |       |       |  |
|  | RC Toulon           | 21               | RC Toulon     | 24           |             |             |  |              |       |       |  |
|  | RC Toulon           | 21               |               |              |             |             |  |              |       |       |  |
|  | Leicester Tigers    | 15               |               |              |             |             |  |              |       |       |  |
|  | Leicester Tigers    | 15               |               |              |             |             |  |              |       |       |  |
|  |                     |                  |               |              |             |             |  |              |       |       |  |

| Bandera de Francia |
| Campeón RC Toulon  |
| Primer título      |

## Estadísticas de jugadores

### Líderes en ensayos
- Con 8 ensayos:  Napolioni Nalaga (ASM Clermont)
- Con 5 ensayos:  Alex Cuthbert (Cardiff Blues) y  Wesley Fofana (ASM Clermont)

### Líderes en puntos
- Con 113 puntos:  Morgan Parra (ASM Clermont)
- Con 108 puntos:  Jonny Wilkinson (RC Toulon)
- Con 104 puntos:  Owen Farrell (Saracens FC)